# Scopula inquinatula
Scopula inquinatula är en fjärilsart som beskrevs av W. Warren 1905. Scopula inquinatula ingår i släktet Scopula och familjen mätare. Inga underarter finns listade.